# Giraud (Castries)
Giraud es una localidad de Santa Lucía, que forma parte del distrito de Castries.

## Toponimia
La localidad también es conocida por el nombre de Giraud/Babonneau.